# Zadnie Jatki
Zadnie Jatki (niem. Hintere Fleischbank, słow. Zadné Jatky, węg. Hátsó-Mészárszék) – dwuwierzchołkowy szczyt znajdujący się w Tatrach Bielskich na Słowacji w ich głównej grani. Zadnie Jatki są najwyższym punktem zachodniej części tej grani.
Zadnie Jatki są pierwszym od zachodu szczytem trzykilometrowej grani Bielskich Jatek (Jatky), w której dalej na wschód znajdują się Pośrednie Jatki i Skrajne Jatki (Przednie Jatki).
Szczyt od Szalonego Wierchu oddzielony jest wyraźną, trawiastą Szaloną Przełęczą (Sedlo pod Hlúpym, 1936 m). Zadnie Jatki mają dwa wierzchołki. Zachodni wierzchołek ma 2020 m n.p.m. i jest czwartym co do wysokości szczytem w paśmie Tatr Bielskich. Wierzchołek wschodni znajduje się około 800 m na wschód od niego i osiąga 1984 m. Pomiędzy wierzchołkami nie ma wyraźnych obniżeń. Dalej na wschód znajduje się niewybitna Przełączka nad Wielkim Koszarem (1950 m), oddzielająca szczyt od trawiastego grzbietu Pośrednich Jatek.
W obu wierzchołkach Zadnich Jatek od grani głównej odchodzą boczne odnogi:
- w wierzchołku zachodnim rozpoczyna się długi północny grzbiet opadający w kierunku Zdziaru i oddzielający Dolinę do Regli od Doliny Kępy. Kolejno znajdują się w nim: Kozi Klin, Szalona Szczerbina, Szalona Turnia, Przechód za Łasztowicą, Łasztowica, Opalone Siodło, Opalona Turnia, Bednarski Regiel[4].
- we wschodnim, niższym wierzchołku również odgałęzia się północny wyraźny Zadni Diabli Grzbiet. Rozdziela on Dolinę Kępy na zachodzie i wyższe piętra Doliny pod Koszary na wschodzie. Mniej więcej w połowie długości grzbiet rozdwaja się w wierzchołku Turni nad Jaworzynką (Gaflovka, 1626 m) na odnogi obejmujące dolinę Jaworzynkę Bielską[4].

Na południową stronę obydwa szczyty Zadnich Jatek opadają na Bielską Rówień w Dolinie Przednich Koperszadów. Ich górna część jest skalista, również ich międzywierzchołkowa grań tworzy ścianki o wysokości do 30 m. Spod głównego wierzchołka Zadnich Jatek do Doliny Przednich Koperszadów opada jedna z gałęzi Szalonego Żlebu. Do doliny tej opadają także dwa równoleggłe żleby spod grani międzywierzchołkowej. Poniżej skalnych podwierzchołkowych ścianek zbocze opadające z Zadnich Jatek do Doliny Przednich Koperszadów jest umiarkowanie strome, górą trawiaste, niżej porośnięte kosodrzewiną.
Zadnie Jatki mają bogatą florę. W północnym zboczu Zadnich Jatek, na wysokości ok. 2000 m n.p.m., znajduje się niewielka jaskinia – Capia Dziura (Kamzíčia jaskyňa). Ma ona ok. 47 m długości. Jej nazwa pochodzi od kozic, dla których jej korytarz służy jako schronienie.
Zadnie Jatki, podobnie jak cały grzbiet Jatek, położone są na terenie ścisłego rezerwatu. Prowadzący granią szlak Magistrali Tatrzańskiej został zamknięty w 1978 r.

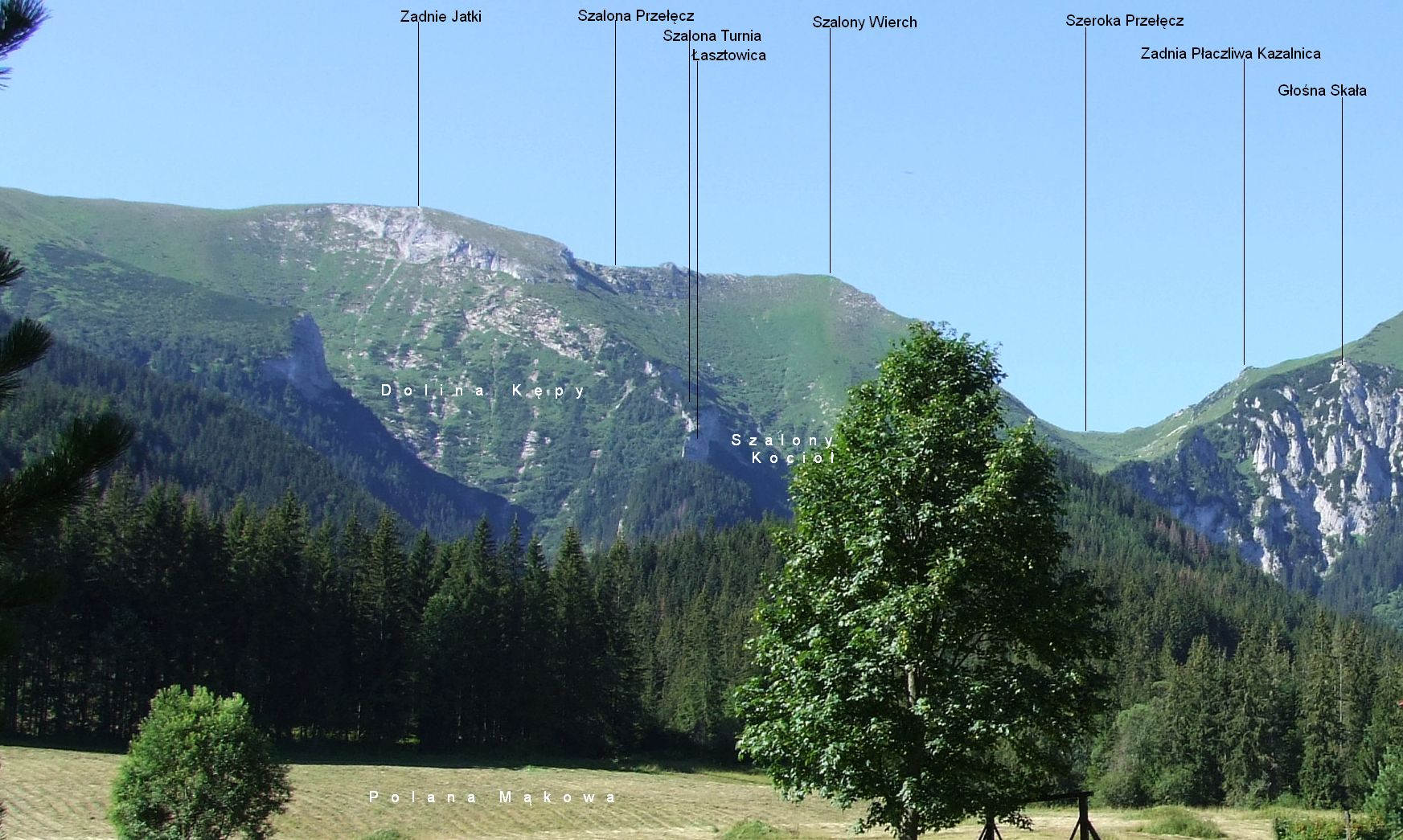
Widok z Mąkowej Polany
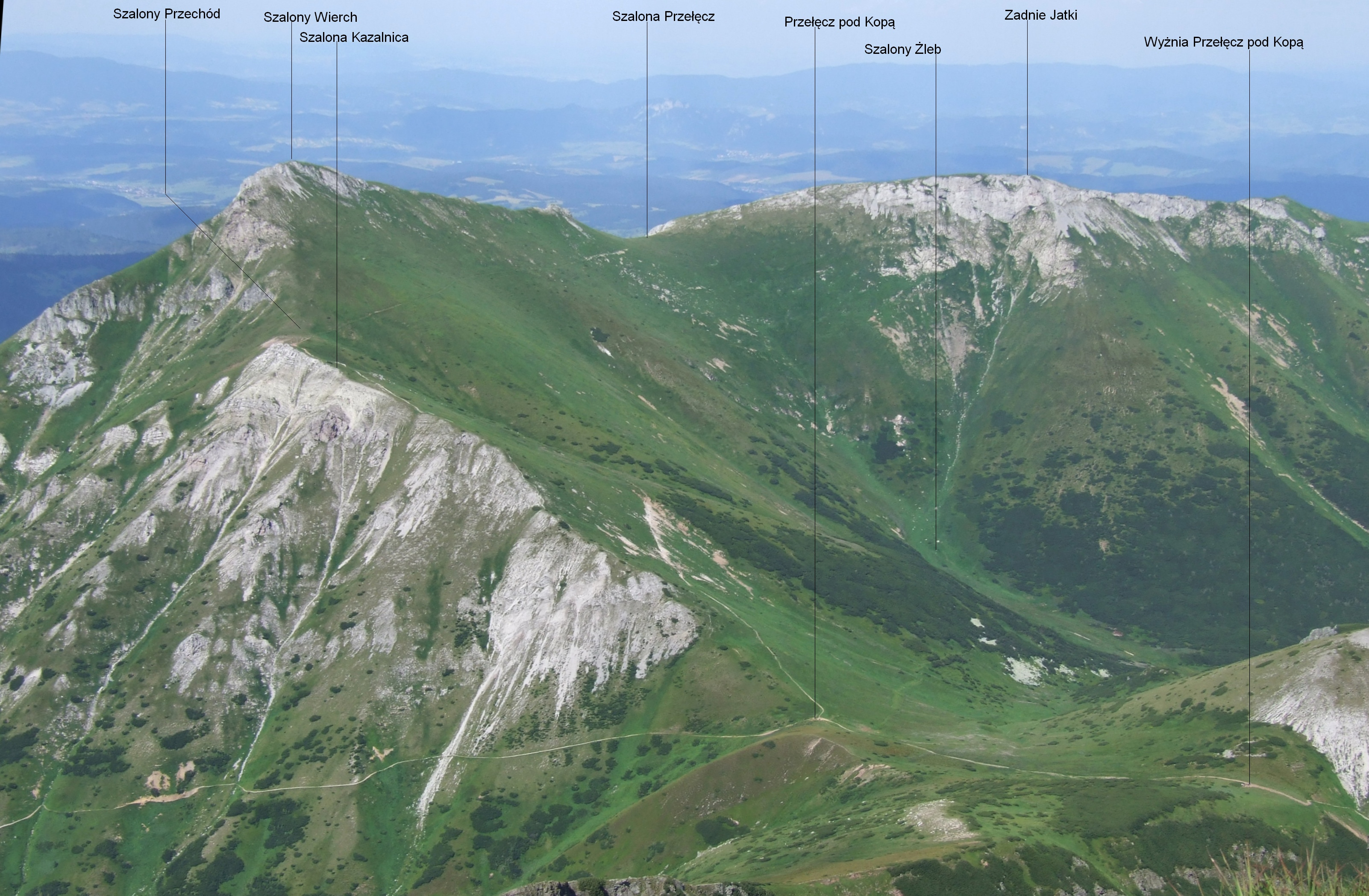
Widok z Jagnięcego Szczytu
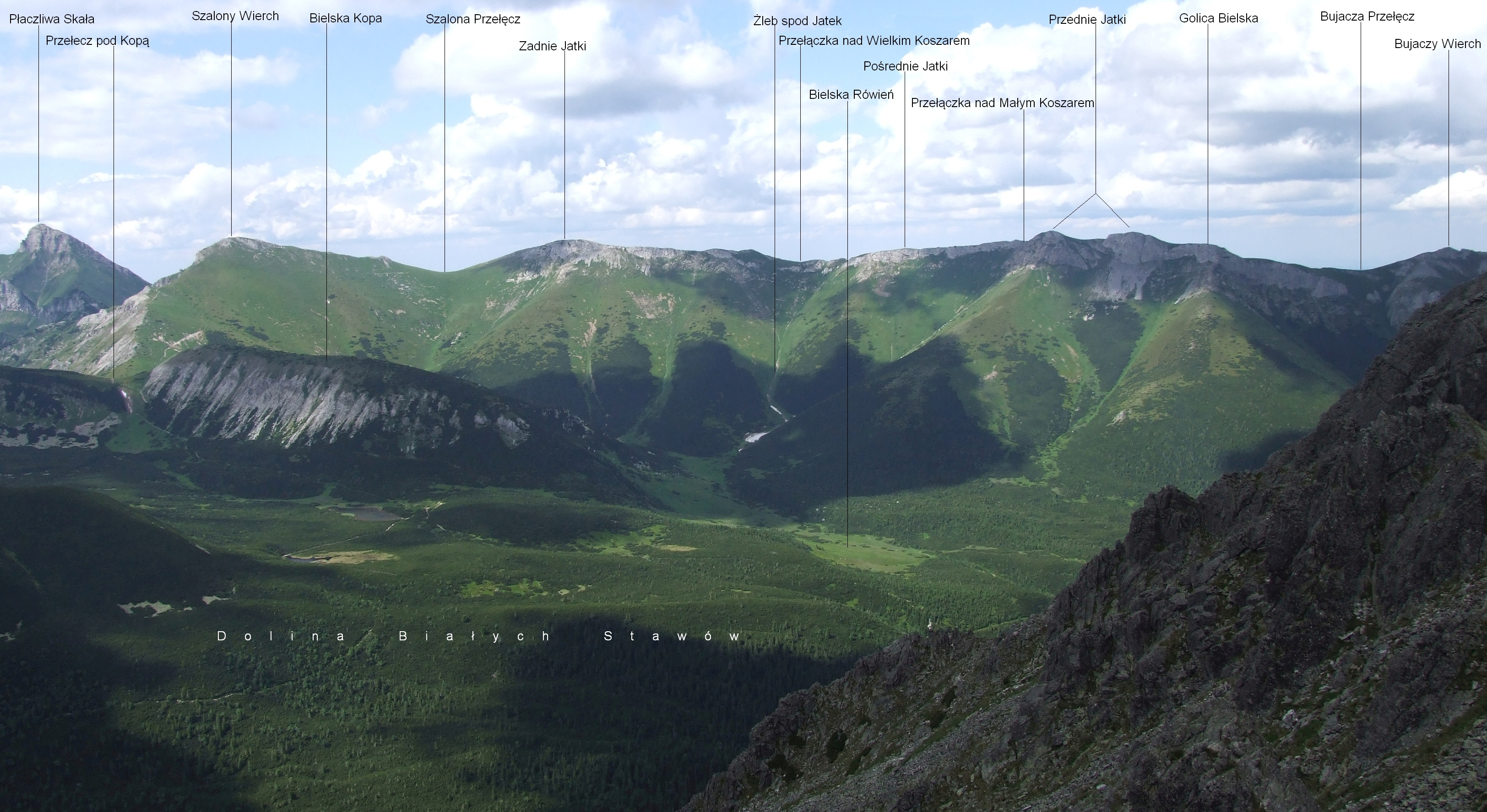
Widok od południowej strony
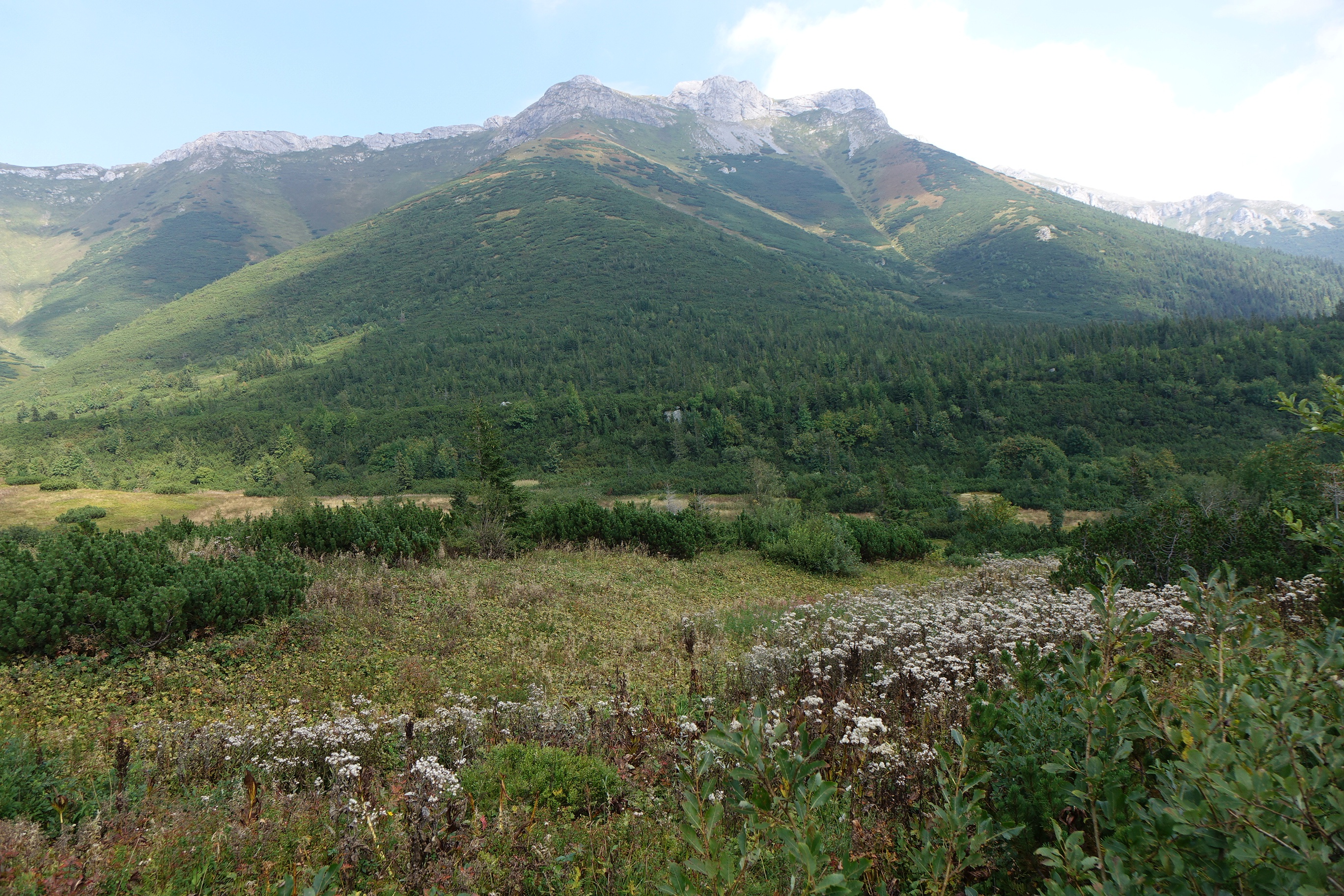
Widok z Bielskiej Równi